# Алгонквински језици
Алгонквински језици су потпородица језика из алгијске породице језика. Претпоставља се да реч „алгонквински” долази од малиситског појма elakómkwik, што значи „наши рођаци/савезници”. Многи језици ове групе су мртви језици.
Говорници ових језика (алгонквински народи) насељавају подручје које се простире од источне обале Северне Америке до Стеновитих планина. Заједнички предак свих њих је праалгонквински, којим се говорило пре 2.500 до 3.000 година. Не постоји општоприхваћен став о географском подручју на ком је говорено овим прајезиком.

## Класификација
Подпородица обухвата око 30 језика и дели се на три географске подгрупе: равничарскоалгонквински, средњоалгонквински и источноалгонквински. Само источноалгонквински језици чине истинску генетску подгрупу.
Класификација алгонквинских језика према Годарду (1996) и Митану (1999):
Равничарскоалгонквински
1. блекфутски
Арапашки (укљ. наватинехенски (†) и бесавуненски (†))
2. арапашки
3. гровантријски (†)
4. чејенски
Средњоалгонквински
5. криски (криско–монтањско–наскапски)
6. меномински (озбиљно угрожен)
Оџибвејско–потаватомски
7. оџибвејски
8. потаватомски (скоро изумро)
9. месквачки (месквачко–сачко–кикапујски) (озбиљно угрожен)
10. шонски (озбиљно угрожен)
11. мајамско-илинојски (†)
Источноалгонквински
12. микмачки
Абеначки
13. западноабеначки (скоро изумро)
14. источноабеначки (†)
15. малиситско–пасамакводски
16. масачусетски
17. нарагансетски (†)
18. мохиганско-пеквотски (†)
19. квирипски (квирипско-анкачошки) (†)
20. мохикански (†)
Делаверски
21. мансијски (скоро изумро)
22. унамски (†)
23. нантикочки (нантикочко-пискатавејски) (†)
24. каролиншкоалгонквински (†)
25. похатански (†)
26. ечеменски (†) (неутврђено)
27. лупски А (†) (вероватно нипмачки (†), неутврђено)
28. лупски Б (†) (неутврђено)
29. шинекочки (†) (неутврђено)

## Граматичке особености
Алгонквински језици су познати по својој сложеној полисинтетичкој морфологији и сложеном глаголском систему. Изјаве које садрже више од једне речи на већини језика, могу се изразити само једном речју. На пример, меноминска изјава paehtāwāēwesew „Чују га више силе” (paeht- „слуша”, -āwāē- „дух”, -wese- пасивизатор, -w субјекат у трећем лицу) или равничарскокриска kāstāhikoyahk „плаши нас”. Стручна јавност им је посвећивала посебену пажњу, нарочито Леонард Блумфилд, Ив Годар и други.
Језици ове потпородице разликују живе и неживе именице. Још увек је спорно да ли ово има чисто семантичку или чисто синтаксичку улогу или мешавину оба.
Друга важна одлика је разликовање битних и споредних именица у реченици (проксиматив и обвијатив). Битне именице су оне које имају суштинско место задржавања у изговору, а споредне су оне које постоје као његови несуштински елементи.
Постоје личне заменице које разликују три лица, два броја (једнина и множина), инклузивно и ексклузивно прво лице множине и употребу битних и споредних трећих лица. Глаголи су подељени у четири класе: преносиви глаголи живог објекта (TA), преносиви глаголи неживог објекта (TI), непреносиви глаголи живог субјекта (AI) и непреносиви глаголи неживог субјекта (II).

## Лексикон
Алгонквински језици су дали велики број позајмљеница енглеском језику будући да имају дужу историју контакта са њим него остали староседелачки језици на континенту. Многе америчке државе на Истоку и Средњем западу земље имају имена алгонквинског порекла; Масачусетс, Конектикат, Илиноис, Мичиген, Висконсин итд, али и многи градови као Милвоки, Чикаго и други. Главни град Канаде, Отава, је назван по истоименом алгонквинском народу Отава (Одава).

### Алгонквинске позајмљенице у српском језику
Постоји низа алгонквинских појмова у српском језику, у који су доспели посредством енглеског. Неке од њих су:
| Појам                | Извођење | Значење |
| -------------------- | --- | --- |
| вигвам               | енглески: wigwam → источноабеначки: wìkəwam (оџибвејски: wiigiwaam) → праалгонквински *wi·kiwa·Hmi. | Колиба или шатор од коже или коре дрвета. |
| Еским                | енглески: Eskimo → старомонтањски: aiachkimeou (; данас ayassimēw) „плетач крпља”, првобитно назив за Микмаке (често се нетачно повезује са оџибвејском речи која има значење „они који једу сирово месо”). | Припадник домородачког народа који насељава арктичке пределе.                                                                                   |
| мокасина / мокасинка | енглески: moccasin → неки алгонквински језик, могуће похатански: <mockasin>, реконстр. (оџибвејски: makizin, микмачки: mɨkusun, → праалгонквински *maxkeseni.                                               | Врста лагане, плитке кожне обуће коју су носили домороци; данас популарна у индустријализованој варијанти.                                      |
| опосум               | енглески: opossum → похатански: <apasum>/<opussum>/<aposoum>, „бела псолика животиња”, реконстр. (праалгонквински: , „бели пас“).                                                                           | Врста торбара (из породице Didelphidae) чије је крзно скупоцено.                                                                                           |
| пекан                | енглески: pecan → илинојски: pakani (оџибвејски: bagaan), „орашаст плод“ → праалгонквински: *paka·ni. | Орашасти плод истоименог дрвета (Carya illinoinensis).                                                                                          |
| ракун                | енглески: raccoon → похатански: <arahkun>/<aroughcun>, реконстр. . | Дивља животиња (Procyon lotor) скупоценог крзна и својственим црним тачкама око очију.                                                          |
| тобоган              | енглески: toboggan → микмачки: topaqan или малиситско–пасамакводски: (праалгонквински: *weta·pye·kani, од *wet-, „вући“ + *-a·pye·-, „конопчаст предмет“ + *-kan, „средство за“).                           | Ниска санка староседелаца; касније и са значењем веће направе са пистом за спуштање клизањем.                                                   |
| томахавк(а)          | енглески: tomahawk → похатански: <tamahaac> (праалгонквински: *temaha·kani, од *temah-, „сече“ + *-a·kan, „средство за“).                                                                                   | Бојна секира домородаца. |
| тотем                | Животиња, биљка или предмет који се сматра претком племена. | енглески: totem → оџибвејски: nindoodem, „мој духовни предак” или odoodeman, „његов духовни предак“ — појам за означавање родовске припадности. |
| хаски                | енглески: husky, од варијанте речи „Еским” (види изнад). | Пас које се користио за вучу санки; данас и кућни љубимац.                                                                                      |
| хикори               | енглески: hickory → похатански: <pocohiquara>, млечни напитак справљен од плода овог дрвета. | Врста северноамеричког ораха из рода Carya. |